# Hopedale (Illinois)
Pour les articles homonymes, voir Hopedale (homonymie).
Hopedale est un village américain du comté de Tazewell, dans l'État de l'Illinois. Le village est fondé en 1827, par Asron Orendorff. Il est incorporé le 4 août 1894.

## Démographie
Lors du recensement de 2010, le village comptait une population de 865 habitants.

## Source de la traduction
- (en) Cet article est partiellement ou en totalité issu de l’article de Wikipédia en anglais intitulé « Hopedale, Illinois » (voir la liste des auteurs).